# Parasympatholytique
Parasympatholytique ou parasympathicolytique est un terme décrivant le fait de s'opposer ou empêcher l'action du  système nerveux parasympathique. Par extension il désigne les produits qui agissant sur l'acétylcholine produisent cet effet. L'atropine et les atropiniques en sont des exemples.
Puisque les organes ont le plus souvent une double innervation sympathique et parasympathique, les parasympatholytiques agissent passivement en laissant les effets du système sympathique s'exprimer d'où une mydriase, l'augmentation du rythme cardiaque, une bronchodilatation, etc. et à l'inverse s'opposent aux effets stimulants du système parasympathique sur le péristaltisme intestinal et urinaire, sur la quantité de sécrétion de salive, sueur, mucus bronchique
Les principales (non exhaustives) contrindications à l'emploi de parasympatholytiques sont : le glaucome à angle étroit, la rétention urinaire avec hypertrophie bénigne de la prostate, le ralentissement du transit intestinal et la constipation, la xérostomie et les troubles cognitifs.

## Synonyme
- Anticholinergique